# Abies chensiensis
Espèce
Statut de conservation UICN

 LC  : Préoccupation mineure
Abies chensiensis est une espèce de conifères de la famille des Pinaceae.